# Miroslav Baumruk
Miroslav Baumruk (12. července 1926 Praha – ?) byl československý basketbalista, vicemistr Evropy 1951, účastník Olympijských her 1952 a trojnásobný vicemistr Československa v letech 1951, 1952, 1956.
V československé basketbalové lize odehrál celkem 7 sezón (1950–1956). Hrál za klub Spartak Sokolovo / Sparta Praha a získal 3 stříbrné medaile.
Za reprezentační družstvo Československa v letech 1951–1952 hrál celkem 6 zápasů. Hrál na Mistrovství Evropy – 1951 v Paříži (2. místo) a na
Olympijských hrách 1952 v Helsinkách, Finsko (9. místo). 
Od roku 1980 je evidován jako agent StB pod registračním číslem 19401 s krycím jménem Císař.

## Hráčská kariéra

### kluby
- 1950–1956 Sparta Praha: 3× 2. místo (1950/51, 1951, 1956), 4. místo (1955), 6. místo (1953), 2× 8. místo (1952, 1954)
- Československá basketbalová liga celkem 7 sezón (1950–1956) a 3 medailová umístění

### Československo
- Mistrovství Evropy – 1951 Paříž (14 bodů /6 zápasů), 2. místo
- Olympijské hry 1952 Helsinky, Finsko (4 body /1 zápas), 9. místo)
- Za reprezentační družstvo mužů Československa v letech 1951–1952 celkem 7 utkání.